# Anevrina variabilis
Anevrina variabilis är en tvåvingeart som först beskrevs av Charles Thomas Brues 1908.  Anevrina variabilis ingår i släktet Anevrina och familjen puckelflugor. Inga underarter finns listade i Catalogue of Life.